# Koronacja Matki Boskiej (obraz El Greca z Prado)
Koronacja Matki Boskiej – obraz olejny hiszpańskiego malarza pochodzenia greckiego Dominikosa Theotokopulosa, znanego jako El Greco. Jest sygnowany: domènikos theotokó.
Obraz z muzeum Prado prawdopodobnie jest szkicem dla prawie identycznej kompozycji wchodzącej w skład zamówienia, jaki malarzowi zleciło Bractwo Matki Boskiej Różańcowej z Talavera la Vieja.

## Opis obrazu
Kompozycja inspirowana jest ryciną Dürera. Artysta przedstawił Maryję siedzącą na tronie z chmur, koronowaną przez Jezusa z prawej strony i Boga Ojca z lewej strony. Postać Ojca Wszechmogącego wzorowana była niewątpliwie na postaci Ojca z Trójcy Świętej  z ołtarza kościoła bernardynów Santo Domingo de Silos w Toledo. Jednakże jego osoba jest bardziej majestatyczna, odległa, przepojona głębokim spokojem i bardzo wyidealizowana. Ma na sobie jasną białą szatę i płaszcz (kolor symbolizujący czystość), siedzi na chmurze znacznie jaśniejszej i bielszej niż ta znajdująca się po przeciwnej stronie, gdzie siedzi Chrystus. On, jak i Maria, mają na sobie szaty w intensywnych kolorach czerwonej purpury i niebieskim symbolizujących męczeństwo i wieczność. Nad głową Marii unosi się Duch Święty pod postacią gołębicy w towarzystwie cherubinów i serafinów. U stóp Maryi znajduje się sierp księżyca symbolizujący kontrolę nad islamem i tryumf światła nad ciemnością. Poza Marii jest typowa dla koncepcji hiszpańskiego baroku, z głową pochyloną w kierunku przeciwną niż ręce, co wzmacnia wrażenie ruchu. Światło ślizga się po postaciach tworząc ciekawy efekt chromatyczny. Wersja znajduje się obecnie w muzeum Prado